# رؤوفين ليرر

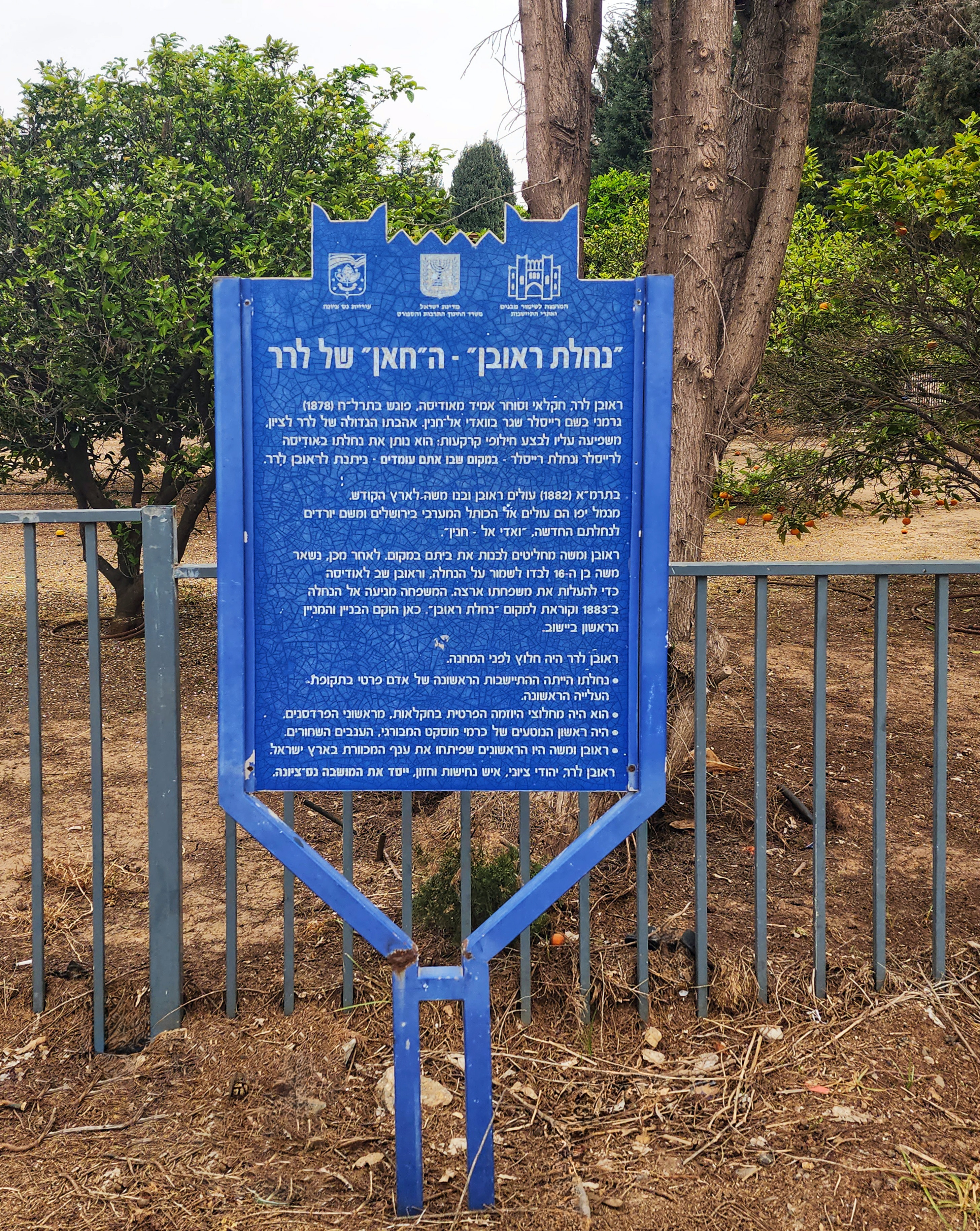
نيس زيونا - ملكية رؤوفين الوصف: نيس زيونا - ملكية رؤوفين

رؤوفين ليرر (1832 - نيس زيونا، أيار 1917) أول مستوطن صهيوني يمتهن تربية النحل على أرض فلسطين وأحد مؤسسي نيس تسيونا.
امتلك ليرر يملك عقارًا زراعيًا كبيرًا بالقرب من أوديسا، واستبدله لاحقًا بعقار زراعي في أرض فلسطين. كانت الضيعة، التي تسمى "ملكية رؤوفين" على اسمه، إحدى المستوطنات الثلاث التي اندمجت لتشكل مستوطنة نيس تسيونا التي أصبحت فيما بعد مدينة. زار البارون روتشيلد وثيودور هرتزل المزرعة. تعامل مع الاحتياجات العامة وأسس كنيس المستوطنة.

## السيرة
ولد رؤوفين في سابينوف، غاليسيا، لعائلة حسيدية كارلينية قديمة تدعى باشورنيك. عندما كان طفلاً في عام 1846، تركه والداه بالقرب من خيرسون في جنوب أوكرانيا لدى عائلة ألمانية تدعى ليرر حتى لا يتم اختطافه للخدمة في جيش القيصر. فاكتسب الصبي اسم عائلته الحاضنة. في سن ال 18 انتقل إلى أوديسا. عمل ليرر الذي كان من أتباع حاباد كابوست ومناصر لأحباء صهيون كمقاول علف لخيول الجيش الإمبراطوري الروسي وحقق ثروة من تجارته، وبأرباحه اشترى عقارًا زراعيًا كبيرًا في بلدة كريستو يانوفكا بالقرب من أوديسا.
وفي عام 1882، أقام أحد فرسان الهيكل الألماني غوستاف ريسلر في أوديسا، وكان غوستف هذا قد اشترى في عام 1878 قطعة أرض في وادي حنين، حيث توجد اليوم نيس تسيونا واشتغل بزراعتها، ثم أصيبت عائلة ريسلر بمرض الملاريا ونفدت مدخراتهم عندها قرر ريسلر الذهاب إلى روسيا ليتجار بنبيذ الأرض المقدسة الذي أنتجه فرسان سارونا هناك. فالتقى برؤوفين لهرر، وعقدا صفقة مقايضة: انتقلت بموجبها ممتلكات ليرر على شاطئ البحر الأسود إلى ريسلر في مقابل أملاك ريسلر في وادي حنين، غير البعيد عن ساحل البحر الأبيض المتوسط، ويمكن رؤية جبال القدس من هناك.
رفضت زوجة رؤوفين، ليا (فيجا)، التي كان لديها أطفال صغار واهتمت بوالدها المتمرد، شموئيل بار فينشتاين، الانضمام إليه في رحلته إلى فلسطين، وانطلق رؤوفين برفقة ابنه موشيه. لم يتطابق وصف العقار كما سمعه من ريسلر مع الواقع - وكان العقار بدلاً من ذلك مهمل وبه عبد سوداني فقط ينتمي إلى الملاك السابقين. وجد في وادي حنين بناء مهجورا وبئرا مهجورا وبستانا مهملا. لمدة نصف عام تقريبًا قام بترميم القصر بمساعدة ابنه والسوداني وجهز المكان لاستقبال عائلته. في تموز 1883 (1883) عاد إلى روسيا مع ابنه ليحضر عائلته: زوجته وأطفاله الثلاثة وشقيقه الأصغر، وتغلب على اعتراض زوجته بمساعدة الحاخام شلومو زلمان شنيرسون، الذي طُلب منه تحديد أي صلاة. كان الأهم أن يبقى مع الأب الأرملة أو أن يذهب إلى الأرض المقدسة، وقرر أن الوصيتين متساويتان، لكنه أعطاهما بركة الطريق.
وبعد دعوى قضائية رفعها عرب صرفند الخراب المجاورة للعقار، استعادوا 486 دونمًا، وتبقى 1418 دونمًا. تم تسمية العقار باسم "عقار رؤوفين" نسبة إلى اسمه. عندما وصلت العائلة، قام في البداية بتوطينهم بين اليهود في ريشون لتسيون وفي نهاية الترميم استقروا في التركة. وكانت عائلة عبرية وحيدة بين العرب المحيطين بها. وسادت العلاقات السلمية والودية بينها وبين جيرانها. يقول موشيه سميلانسكي أن الضائقة في منزل ليرر وصلت فيها إلى حد نقص الخبز، وفي إحدى الليالي جاء أحد الجيران ووضع جوالًا من القمح بالقرب من المنزل.
وكانت تربة وادي حنين خصبة للغاية، ومناسبة لزراعة الخضروات والزراعة. وكان هناك أيضًا الكثير من المياه، لكن القرب من مستنقعات ناحال روبين سبب المرض بين أفراد الأسرة. وبسبب قلة المعرفة بظروف العمل الزراعي ورغم حياة الكيمشيز وتقليص الحجم، خسرت الأسرة الأموال التي جلبتها من روسيا. كما أن فكرة عدم قدرتهم على الحفاظ على حياة يهودية كاملة، بسبب عدم وجود منيان للصلاة وغرفة للأطفال، جعلت "المرأة تبكي بمرارة، ويعض الرجل شفته"[2].
ابتداءً من عام 1887، أصبحت العائلة ميسورة الحال - فقد وصل مستوطنون جدد إلى إسرائيل، واستقروا في وادي حنين، واشتروا قطعًا صغيرة من الأرض من رؤوفين ليرير وزرعوها كروم العنب. معظمهم عملوا خارج المكان: في ريشون لتسيون، في عقرون، وحتى في يافا. كما دعا أبناء المستوطنة القديمة وأبناء العالية الأولى للحضور إلى المكان: "من يقطع أرضاً خصبة ويقيم منياناً في المستوطنة سيأتي إليّ"، وبذلك باع 320 دونماً من أرضه لـ المستوطنين الجدد. تحسن وضعه المالي، وفي عام 1878 وصل عدد السكان إلى المنيان، وكان أول مستوطن في المستعمرة استجاب لدعوة روفين ليرير هو غولدا ميلوسلافسكي، ويصف موشيه سميلانسكي في كتابه أنه "في البداية وجد الصوت صدى في قلب رجل لا يستطيع الانضمام إلى المنيان: امرأة أضافها الروح القدس من المغامرين تعيش بجوارها، غولدا ميلوسلافسكي." علمت لرير أنها كامرأة لن تساهم في المنيان، لكن تبعها الجميلة شلومو يافي. ارتبطت هي نفسها بالمكان على الفور: حرصت على تسمية المكان "نخلة رؤوفين" وليس باسمه الأصلي "وادي الحنين"، رغم أنه يعني "وادي الورود"، كان قريبًا من قلبها. كانت تحب هذه الزهور كثيراً، فاشترت من لرير عقاراً بمساحة 60 دونماً، وأعطت 47 دونماً لشلومو يافي، واحتفظت لنفسها بـ 13 دونماً وزرعت فيها كرماً بيديها وعاشت في كوخ في بستان لرير.
بسبب المستنقعات، ابتلي المكان بالأمراض، وعلى رأسها الحمى، ومن بين 17 طفلاً ولدوا لرؤوفين وبيج لهرر، خمسة فقط وصلوا إلى مرحلة البلوغ.

### تأسيس نيس تسيونا
عاش المستوطنون الجدد في الطابق السفلي تحت منزل لهرر. وعندما انتقل بعضهم إلى البيوت الطينية التي بنوها، على غرار بيوت السكان العرب في المنطقة، أصبح الطابق السفلي مجلساً ومركزاً للسكان. وكان من أوائل المستوطنين في منزله أهارون أيزنبرغ، وهو رجل روحي، وأصبح الطابق السفلي مركزًا لرجال روحيين من ريشون لتسيون وميفو[2]. وبجانبه قام حداد اسمه يالوفسكي ببناء كوخ من الطين. وكان يأتيه عرب المنطقة المحيطة لشحذ السكاكين أو كي حوافر الخيول، وبذلك أصبح دار سلطة لعرب المنطقة المحيطة. ولم يساعده موقفه من العرب، وفي إحدى الليالي هجم عليه العرب وقتلوه. وكانت هذه أول ذبيحة في نحلات روفين[2].
وازداد عدد المستوطنين، وتم بيع ثلثي الأرض لأول اثني عشر مستوطناً، وتم بناء أول منزل حجري في الموقع، يتقاسمه ثلاثة مزارعين. في عهد زئيف تيومكين، منذ عام 1890، استقر هناك مئات المهاجرين. اشترى مايكل هالبرين قطعة أرض إضافية بهدف إنشاء مستعمرة عمالية تسمى جفعات ميخائيل.

### أول النحالين اليهود
كان روفين لرير وابنه موشيه أول مربي النحل اليهود في أرض فلسطين. عمل روفين لهرر مع النحل لمدة يوم واحد فقط، ثم اكتشف أنه يعاني من حساسية تجاه النحل. وكان ابنه موشيه هو الذي استمر في رعاية النحل. كان رواد تربية النحل الحديثة في إسرائيل أفرادًا من عائلة بالدينسبرجر من القدس، ومسيحيين بروتستانت، ومواطنين فرنسيين، جاءوا إلى إسرائيل عام 1848 من قرية بالدنهايم في الألزاس (فر والد العائلة، فيليكس بالدنسبيرجر، من شمال سويسرا في القرن السابع عشر). القرن من الاضطهاد الديني). تعلم أفراد العائلة حرفة بناء خلايا نحل قابلة للطي وخفيفة ومحمولة على يد خبيرين هما الأمريكي بنتون والكندي جونز، اللذين زارا إسرائيل عام 1880. وبدأا في ممارسة "تربية النحل" أثناء سفرهما مع خلايا النحل وهكذا وصلا. في "عقار رؤوفين"، حيث وضعوا خلايا النحل خلال موسم أزهار الحمضيات. في الخلية المنهارة يمكنك إخراج خلايا النحل المليئة بالعسل، واستنزاف العسل منها وإعادتها إلى الخلية دون تشتيت السرب. استمرت تربية النحل التقليدية باستخدام جرة طينية في أرض فلسطين، وخاصة في القرى العربية، حتى بعد وصولها إلى أرض خلايا النحل المتحللة.
أصيب فيليب بالدنسبيرجر، الذي وضع خلايا النحل في ملكية روبن، بالحمى وسافر على وجه السرعة إلى فرنسا، تاركًا خلايا النحل وراءه. أفراد عائلته، الذين وصلوا متأخرين إلى ملكية روفين، أقنعوا روفين ليرير بشراء جزء من خلايا النحل، وهي صفقة كانت مشروطة بتعلمه أيضًا حرفة تربية النحل اللازمة لتشغيلها. أفراد عائلة رؤوفين وخاصة ابنه موشيه (رؤوفين حافظ على مسافة من النحل لأنه كان يعاني من حساسية تجاههم)، تعلموا الحرفة، وبدأوا يتجولون في الأرض مع خلايا النحل ونجحوا في حرفتهم. بعد روفين لهرر، أنشأ مستوطنون آخرون من نيس زيونا خلايا نحل حديثة، وكانت نيس زيونا مركز إنتاج العسل في أرض فلسطين. عاشت المستعمرة ومعها سهل ساحل يهودا والشارون في قلب منطقة بساتين الحمضيات، وبفضل هذا أنتج عسل الحمضيات الذي عرف بلونه ورائحته الخاصة وأصبح شيئاً.
في عام 1930، وهو العام التأسيسي لمنظمة النحالين العبريين في أرض فلسطين، كان لدى اليهود 4000 عائلة نحل: 2000 عائلة في سهل يهودا الساحلي، و1000 عائلة في مستعمرات السامرة - الخضيرة وزخرون يعقوب والمنطقة المحيطة بها، و نحو 1000 في وادي يزرعيل والجليل. وخارج القطاع اليهودي، كان هناك 25 ألف عائلة نحل في أواني فخارية ومئات النحل في خلايا النحل الحديثة.
في السنوات الأولى لتربية النحل، رفع عرب يافا دعوى قضائية ضد روفين لهرر مفادها أن "النحل يمتص رحيق أزهار الحمضيات ويضر بالثمرة". وألزمت المحكمة العثمانية في يافا ليرر بدفع مبلغ كبير من التعويض. وبمساعدة القنصل النمساوي، تم تقديم استئناف إلى المحكمة العليا في كوستا. واستمرت مناقشة الأمر نحو عامين، وكانت تكاليف الإجراءات القانونية كثيرة. وأخيرا تقرر أن النحل لا يضر الثمرة بل يفيدها فعلا.

### نهاية حياته
في نيس زيونا، شارك رؤوفين ليرر في الأعمال العامة. أسس الكنيس في المستوطنة. أُرسل مندوباً إلى المؤتمر الصهيوني الذي انعقد عام 1873، وندم على ذلك عندما سمع باقتراح إقامة دولة يهودية في أوغندا، وفي آخر أيامه انتقل إلى يافا، ولكن بسبب طرد اليهود منها. من اليهود من المدينة خلال الحرب العالمية الأولى، عاد إلى نيس زيونا، حيث توفي هناك. ترك وراءه زوجته وأطفاله الخمسة: موشيه، تسفي، بتسلئيل، ماشا وبنينا. زوجته، بيج، عاشت حياة طويلة بشكل غير عادي و توفي في 17 كيسلو 1938 (1938) عن عمر يناهز 115 عامًا.
كان نينو أبراهام بيشورنيك أستاذًا للكيمياء العضوية في معهد وايزمان للعلوم. نيناتو هانا شيلجي هي معلمة بيانو وأصبح العديد من طلابها عازفي بيانو مشهورين. وحفيد حفيدته هو شموئيل بوكسر الذي تم انتخابه عام 2018 رئيسا لبلدية نيس زيونا.
من "نحالات رؤوفين" لم يبق اليوم سوى بيت البئر. وبجانبه، تم تجديد بيت التعبئة المدمر وتحويله إلى مركز للزوار للجولات المصحوبة بمرشدين. دُمر منزل رؤوفين لرير في "نشالات رؤوفين" ولم يبق منه شيء.